# Palazzo dell'Archivio

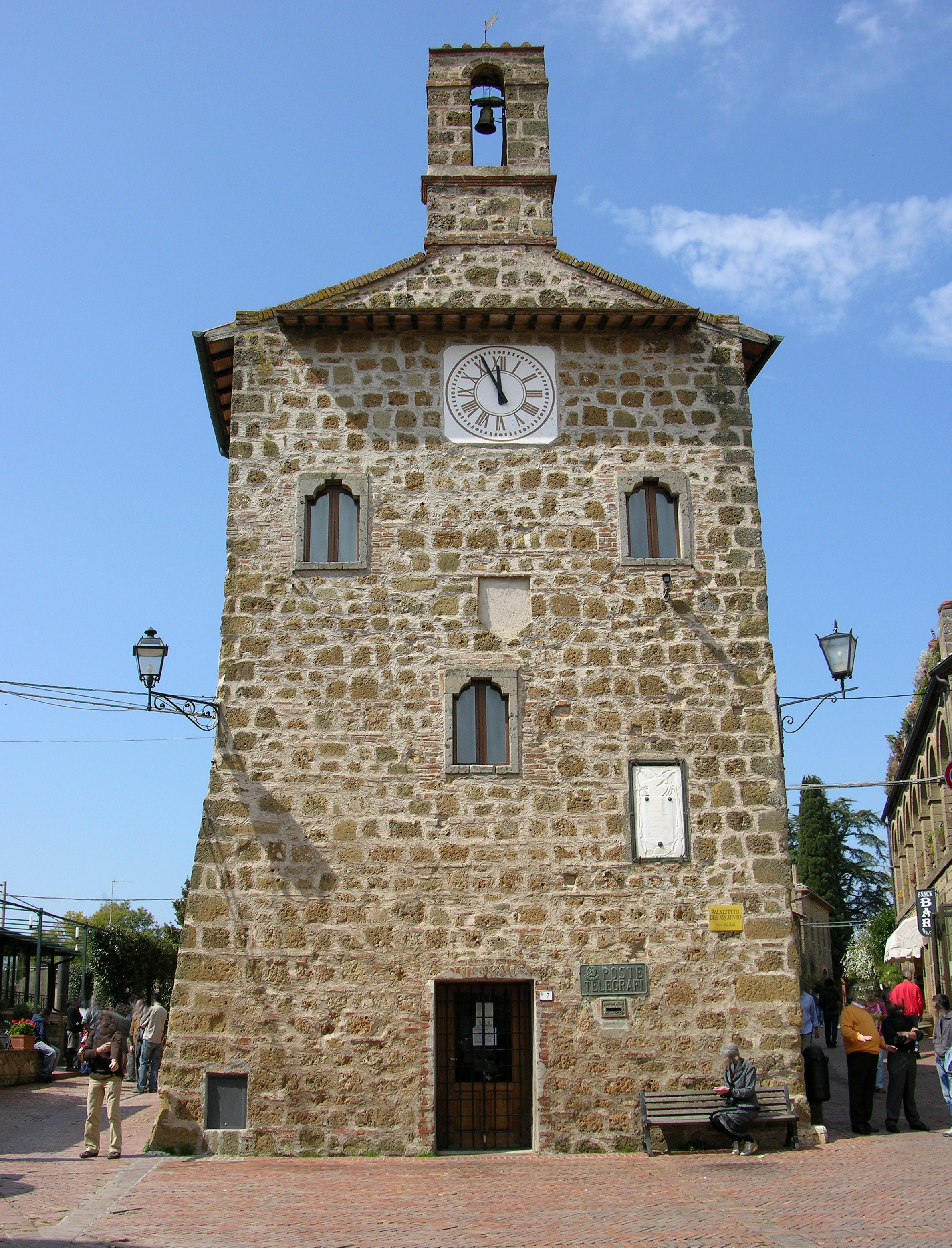
Façade principale donnant sur la Piazza del Pretorio

Le Palazzo dell'Archivio ou palais communal, est un des monuments civils de Sovana, frazione de Sorano, en province de Grosseto.